# Rada Niezawisła
Rada Niezawisła; Rada Najwyższa (fr. Conseil souverain) - ciało polityczne utworzone w 1663 roku w Nowej Francji.
Początkowo składała się z gubernatora, biskupa oraz mianowanych przez nich 5 dalszych członków. Jej obradom przewodniczył gubernator. W XVIII wieku składała się z 16 członków mianowanych przez króla Francji.